# Beth Hall
Elizabeth «Beth» Hall (Bogota, Nueva Jersey; 5 de junio de 1958) es una actriz y jugadora de póquer estadounidense, conocida por interpretar a Wendy Harris en Mom (2015-2021).  Tuvo un rol recurrente en Mad Men (2010-2015).

## Biografía
Oriunda de Nueva Jersey, Hall es fruto del matrimonio entre dos artistas. Su padre fue un comediante de stand up y apareció en The Garry Moore Show. Su mare también fue actriz. Tiene dos hermanos. Tras graduarse de Rutgers University, se mudó a Nueva York, donde trabajó por mucho tiempo en varias producciones de Off-Broadway. Más adelante se mudó a Los Ángeles.
Es una ávida jugadora de póquer y participa regularmente en torneos en Los Ángeles y Las Vegas. En 2016, fue la única mujer del sur de California que logró llegar al día final de un torneo.Casi 10,000 personas participaron en aquel torneo y Hall ocupó el 14.º puesto.  En 2023, ganó el torneo World Series of Poker Circuit en Parkwest Bycicle Casino.

### Vida personal
Conoció a su esposo Philip Mastoprieto a sus 32 años, y se casaron en 1997.  La pareja adoptó un recién nacido del programa de acogimiento familiar en Los Ángeles.

## Filmografía
- You Are So Not Invited To My Bat Mitzvah (2023)
- Gaslit (2022)
- Marvelous and the Black Hole (2021)
- 25 Words or Less (2018-2020)
- Gortimer Gibbon's Life on Normal Street (2015)
- Mom (2015-2021)
- About a Boy (2014)
- Jane the Virgin (2014)
- The Bridge (2014)
- Parks and Recreation (2014)
- Alma salvaje (2014)
- Mistresses (2013)
- Curb Your Enthusiasm (2011)
- Mad Men (2010-2015)
- Flea Market (2008)
- House M. D. (2004)
- Oliver Beene (2004)
- Family Affair (2003)
- Psychic Murders (2002)
- Frasier (2001)
- It's Like, You Know... (1999)
- Murphy Brown (1997)